# Rhynchotus maculicollis
Rhynchotus maculicollis (лат.) — вид птиц из семейства тинаму (Tinamidae). Ранее считался подвидом Rhynchotus rufescens.

## Описание
Длина тела 39—42 см; вес самца составляет 894—913 г, самки — 876—962 г. Тинаму с длинным изогнутым клювом, ярко-рыжей шеей и рисунком на спине. Подобен R. rufescens, но отличается наличием широкополосной (а не узко-охристой чешуйчатой) короны, которая выглядит как тёмная шляпка и некоторыми другими деталями. Цвет радужных оболочек от голубого до желтоватого; клюв розоватый, обычно тёмный на кончике (а иногда и большей частью верхней половины клюва); ноги от желтоватого цвета до серого. Самцы и самки похожи. Неполовозрелые особи похожи на взрослых птиц.
Летом питается в основном животным кормом, а зимой, когда насекомые прячутся, — преимущественно растительным.
Является объектом охоты людей.

## Ареал
Обитает в Боливии и на севере Аргентины.